# Тодор Паскалев
Тодор Паскалев е български учител, революционер, член на Вътрешната македоно-одринска революционна организация.

## Биография
Паскалев е роден на 23 юли 1870 година в Старчища, Неврокопско, в Османската империя, днес Перитори, Гърция. Завършва в 1892 година със седмия випуск Солунската българска мъжка гимназия, а в 1895 година завършва право в Софийския университет. В 1895 - 1898 година преподава история и политическа икономия в Скопското българско педагогическо училище. В 1897 година става член на ВМОРО и в периода 1898 – 1902 година е член на Скопския окръжен комитет на организацията заедно с Велко Думев, Стоян Божов, Коста Николов. Паскалев е пунктов ръководител в Самоков от май 1903 година. След това е в Солун и от 1904 до 1906 година е секретар на Солунската българска община. Същевременно от 1904 до 1908 година е член на Солунския революционен комитет. Секретар е на Българската митрополия в Скопие и е избран за депутат в Османския парламент в Цариград в 1912 година.
През Първата световна война е окръжен управител.
Синът му Владимир Паскалев е дипломат.